# Экгеймский кантон
Экгеймский кантон — административно-территориальная единица АССР немцев Поволжья, существовавшая в 1935—1941 годах. Административный центр - с. Фриденфельд.
Экгеймский кантон был образован в 1935 году путём выделения из Красно-Кутского кантона.Когда образовался Экгеймский кантон, то центром его было названо село Экгейм. 
 Но вскоре центр переместили в с. Фриденфельд с оставлением за кантоном прежнего наименования - Экгеймский.
7 сентября 1941 года в результате ликвидации АССР немцев Поволжья Экгеймский кантон был передан в Саратовскую область и преобразован в Комсомольский район.

## Административно-территориальное деление
По состоянию на 1 апреля 1940 года кантон делился на 12 сельсоветов:
- Гнаденфельдский,
- Дьяковский,
- Журавлевский,
- Лепехинский,
- Ней-Бауэрский,
- Ней-Шиллингский,
- Ней-Бейдекский,
- совхоза № 97 поселковый,
- Усатовский,
- Фриденфельдский,
- Экгеймский,
- Эренфельдский.

## Население
Динамика численности населения
| 1935  | 1939  | 1941  |
| ----- | ----- | ----- |
| 16433 | 20936 | 20900 |

### Национальный состав
| Немцы                                                       | 10999 (52,5 %) | 10897 (52,1 %) |
| Русские                                                     | 7370 (35,2 %)  | -              |
| Украинцы                                                    | 1288 (6,2 %)   | -              |
| Казахи                                                      | 590 (2,8 %)    | -              |
| 1939 год - показаны народы c численностью более 300 человек |                |                |